# Prvenstvo Splitskog nogometnog podsaveza 1924./25.
Jesensko prvenstvo 1924.
Hajduk - Borac 11:1 

Hajduk - Uskok 11:0
1925. Igralo se u pet grupa
1. grupa Split
| Poredak | Klub        | Utakmica | Pobjeda | Neodlučeno | Poraza | Postigli golova | Primili golova | Gol-razlika | Bodova |
| ------- | ----------- | -------- | ------- | ---------- | ------ | --------------- | -------------- | ----------- | ------ |
| 1.      | Hajduk      | 2        | 2       | 0          | 0      | 13              | 0              | +13         | 4      |
| 2.      | Borac       | 2        | 1       | 0          | 1      | 3               | 5              | -2          | 2      |
| 3.      | Uskok Split | 2        | 0       | 0          | 2      | 0               | 11             | -11         | 0      |

U finalu grupa: Hajduk - GOŠK (Kaštel Gomilica) 9:0.
| Prvenstva Splitskog nogometnog podsaveza | Prvenstva Splitskog nogometnog podsaveza |
| --- | ---------------------------------------- |
| |                                          |
| 1920. • 1920./21. • 1921. • 1921./22. • 1922./23. • 1924. • 1924./25. • 1925. • 1926. • 1927. • 1928. • 1929. • 1930. • 1931. • 1932. • 1933. • 1935. • 1936. • 1937. • 1937./38. • 1938./39. • 1939./40. • 1940./41. • |                                          |

| Prvenstva Splitskog nogometnog podsaveza | Prvenstva Splitskog nogometnog podsaveza |
| --- | ---------------------------------------- |
| |                                          |
| 1920. • 1920./21. • 1921. • 1921./22. • 1922./23. • 1924. • 1924./25. • 1925. • 1926. • 1927. • 1928. • 1929. • 1930. • 1931. • 1932. • 1933. • 1935. • 1936. • 1937. • 1937./38. • 1938./39. • 1939./40. • 1940./41. • |                                          |